# Sulaiman Hamad Al Gosaibi
Sulaiman Hamad al-Gosaibi (arabisch سليمان حمد القصيبي, DMG Sulaymān Ḥamad al-Quṣaybiyy; * 1930; † 23. Februar 2009) war ein saudi-arabischer Unternehmer.

## Leben
al-Gosaibi gründete mit seinen Brüdern das Unternehmen Ahmad Hamad Al Gosaibi & Brothers (AHAB).  Nachdem seine Brüder vor ihm verstarben, führte er das Familienunternehmen. Nach Angaben des US-amerikanischen Forbes Magazin gehörte al-Gosaibi zu den reichsten Saudi-Arabern.